# Alfred Lichtwark

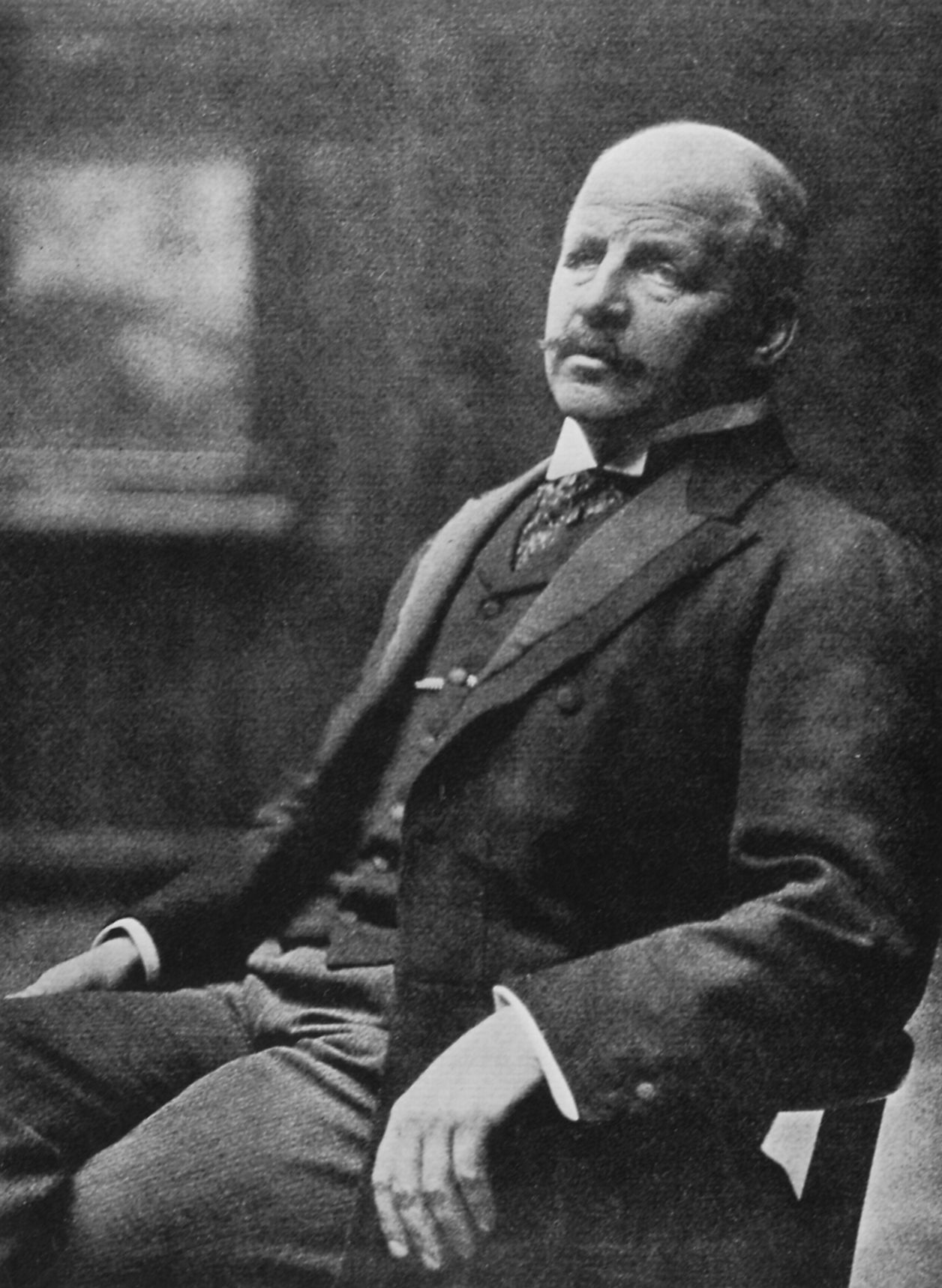
Alfred Lichtwark, Fotografie von Rudolf Dührkoop, 1899

Alfred Lichtwark (* 14. November 1852 in Hamburg-Reitbrook; † 13. Januar 1914 in Hamburg) war ein deutscher Kunsthistoriker, Museumsleiter und Kunstpädagoge in Hamburg. Er gehört zu den Begründern der Museumspädagogik und der Kunsterziehungsbewegung.

## Herkunft und Werdegang

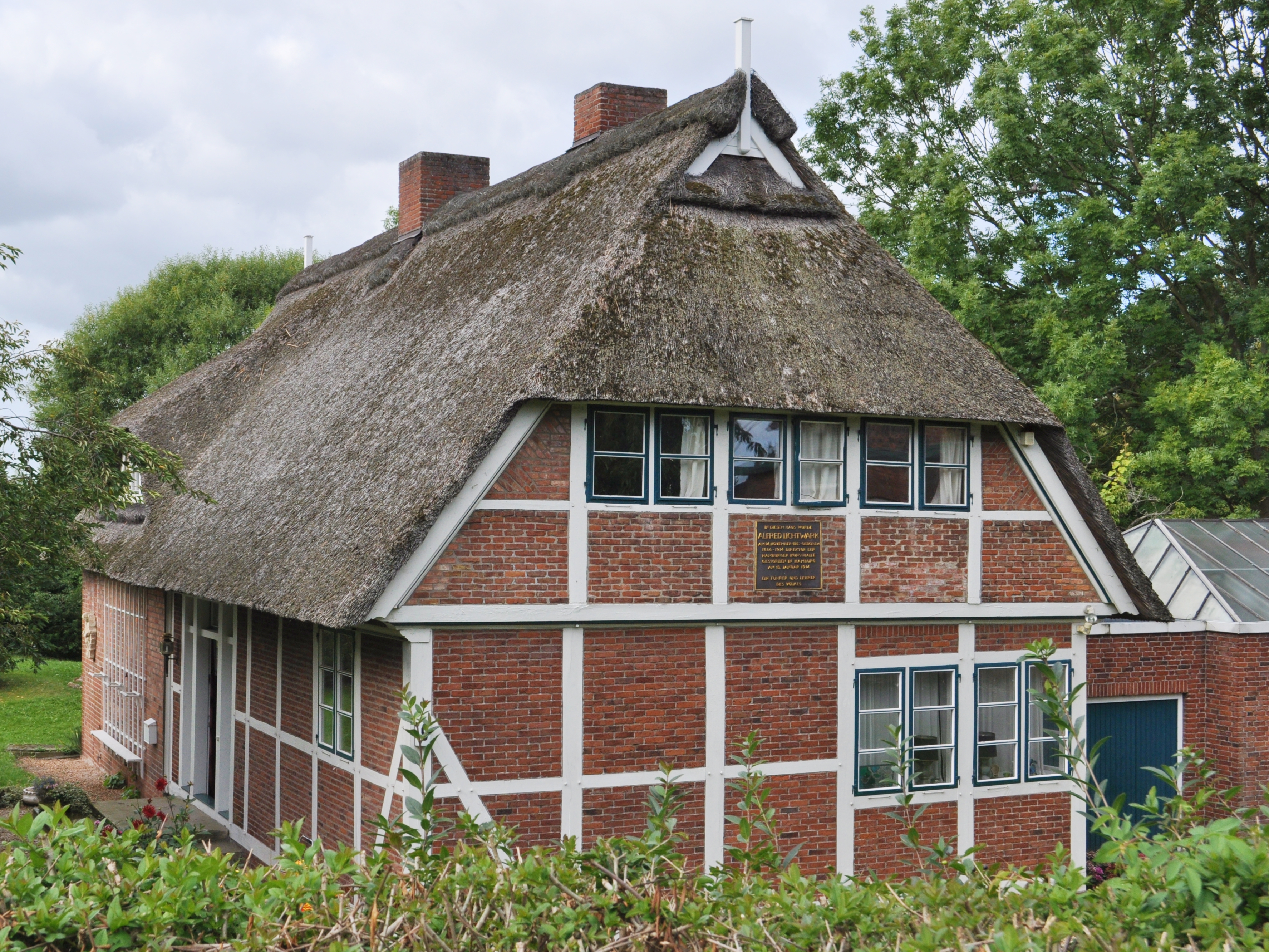
Hamburg-Reitbrook, Vorderdeich 9, Lichtwarks Geburtshaus

Alfred Lichtwark war der Sohn des Müllers Friedrich Johann Carl Ernst Lichtwark, der die Reitbrooker Mühle besaß. Aus erster Ehe des Vaters hatte er drei Halbgeschwister. Alfred Lichtwarks Mutter Johanne Helene Henrietta geb. Bach (1829–1909) stammte angeblich aus der direkten Linie des Komponisten Johann Sebastian Bach. Nachdem Alfred mit seinen Geschwistern Hans, der später nach Australien auswanderte, und Marianne (1857–1930) auf dem Land eine glückliche Kindheit verbracht hatte, sah sich der Vater 1858 gezwungen, die Mühle wegen Geldmangels zu verkaufen. Die Familie zog nach Hamburg, wo der Vater eine ebenfalls schlecht laufende Gastwirtschaft führte und die Familie unter ärmlichen Umständen lebte. Lichtwark, der die Bürgerschule besuchte, erwies sich als ein sehr talentierter und vielseitig begabter Schüler und half nach der Schule als Hilfslehrer aus. 1873 holte er das Abitur am Christianeum in Altona nach und studierte dank eines Stipendiums, zu dem ihm Justus Brinckmann verhalf, Kunst und Pädagogik in Dresden, Leipzig und Berlin. Nach dem Ende der Studienzeit arbeitete er an mehreren Volks- und Bürgerschulen in Berlin. Lichtwark war mit der damaligen Pädagogik sehr unzufrieden, was ihn bereits in Berlin zur Idee einer neuen Schulform oder Pädagogik führte.

## Direktor der Hamburger Kunsthalle

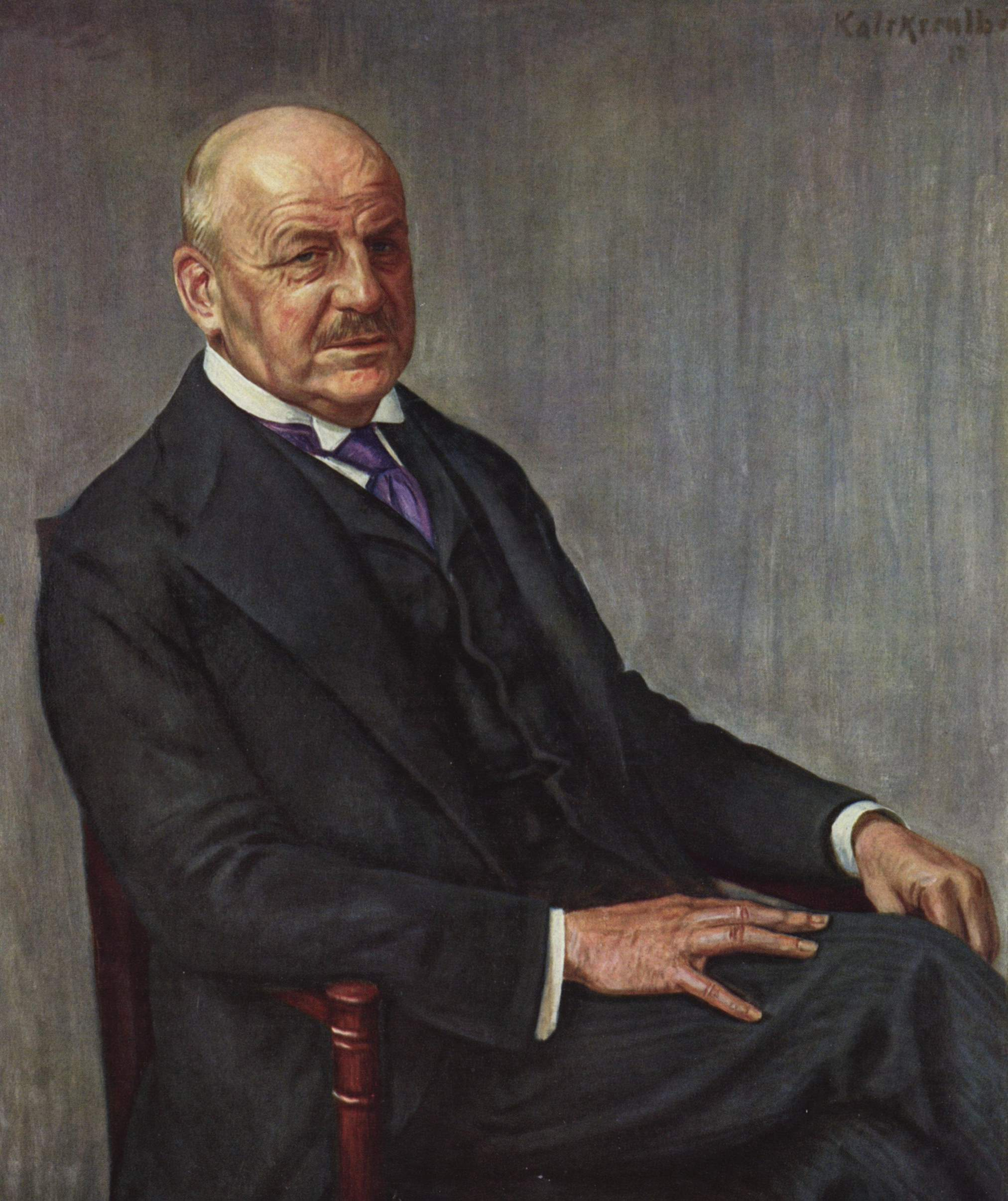
Alfred Lichtwark, gemalt von Leopold Karl Walter Graf von Kalckreuth, 1912

Wieso Lichtwark 1886 gefragt wurde, ob er das Amt des Direktors der Hamburger Kunsthalle übernehmen wolle, die vorher nur von einer Person des Senats verwaltet wurde, ist unklar. Er war vom 3. Dezember 1886 an der erste Direktor der Hamburger Kunsthalle, deren Sammlung er systematisch ausbaute. Der heutige Bestand beruht noch wesentlich auf den von Lichtwark geschaffenen Grundlagen. Er sammelte einerseits gezielt Hamburgs mittelalterliche Kunst (insbesondere Werke von Meister Bertram und Meister Francke) und erwarb andererseits Werke der deutschen Romantik (Caspar David Friedrich, Philipp Otto Runge) und zeitgenössischer Künstler des ausgehenden 19. Jahrhunderts wie  Wilhelm Leibl und Adolph Menzel. Mit seiner regen Ankaufspraxis und intensiver Öffentlichkeitsarbeit gelang es ihm, das Verständnis für die damals aktuelle Kunst zu verbreitern. Neben dem hohen Interesse am französischen Impressionismus setzte er sich nachdrücklich für die Hamburger Kunstszene ein. Er war Initiator der Gründung des Hamburgischen Künstlerklubs und vergab Aufträge für die von ihm begründete Sammlung von Bildern aus Hamburg. Das Anliegen, seiner Heimatstadt Hamburg ein künstlerisches Denkmal zu setzen, führte auch zu Aufträgen an Maler wie Gotthardt Kuehl, Wilhelm Trübner, Pierre Bonnard, Lovis Corinth, Edouard Vuillard, Max Liebermann und Theodor Hagen. Lichtwark unternahm während seiner Amtszeit mehrere Reisen nach Dresden, Weimar, Frankfurt/Main, Genf, Paris, London und Stockholm, wo er nach vielen Kunstmotiven auf der Suche war. Er holte zudem den Grabower Altar von Meister Bertram, den früheren Altar der Hamburger Petrikirche, aus der Kirche in Grabow zurück nach Hamburg. 1906 wurde dieser erstmals in der Hamburger Kunsthalle ausgestellt. Lichtwark kritisierte den damaligen Zeitgeist und die Trennung der gesellschaftlichen Schichten in Deutschland und anderen Teilen Europas. Seine pädagogischen Ideen führten schließlich zur Gründung der Lichtwarkschule.

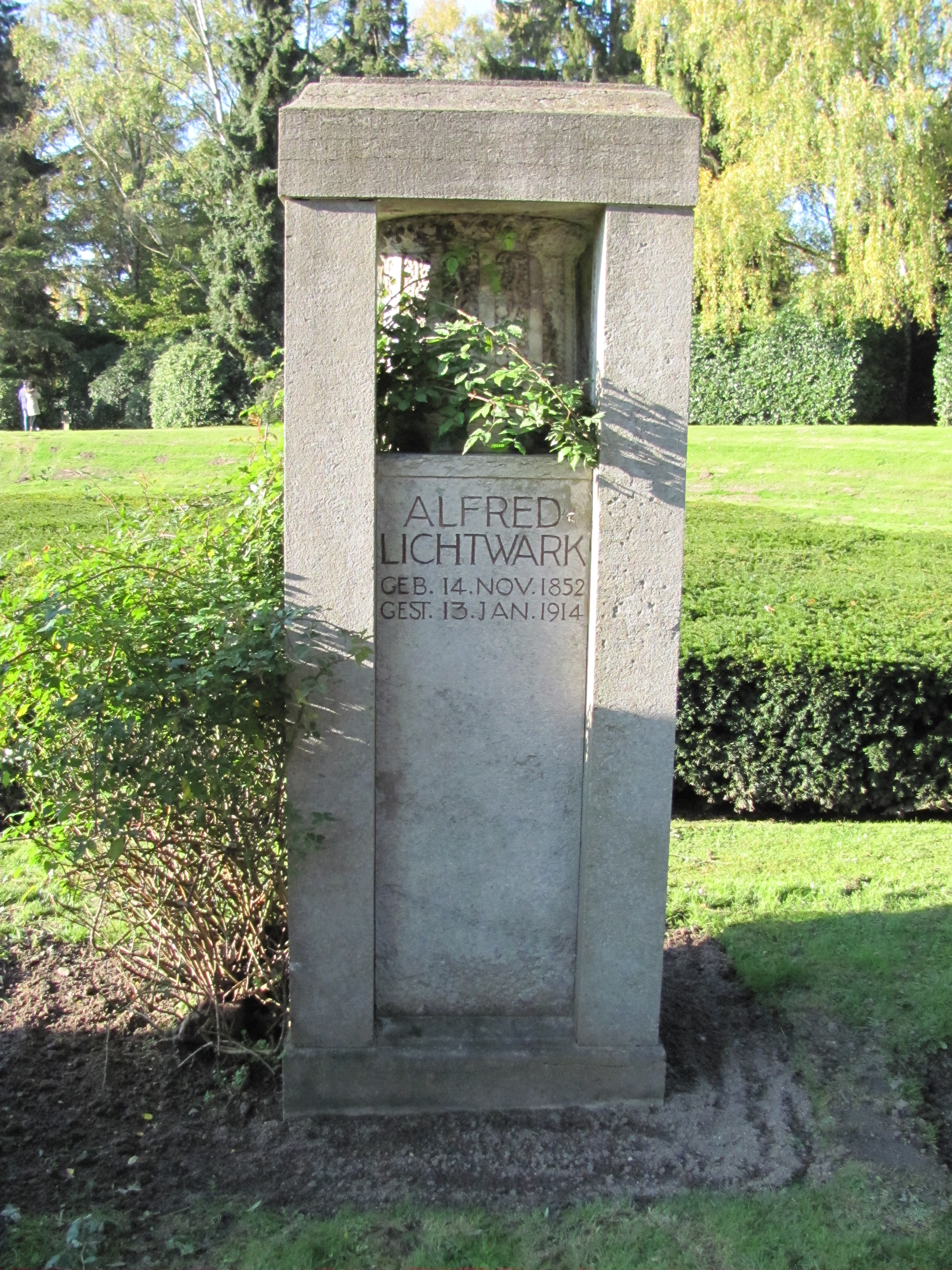
Lichtwarks Grabstein auf dem „Althamburgischen Gedächtnisfriedhof“ auf dem Friedhof Ohlsdorf

Alfred Lichtwark war befreundet mit Max Liebermann, Leopold von Kalckreuth, Hans Olde, Förderer des Grafen Kessler und des Bürgermeisters Max Predöhl.
Auch die Gründung sowie die Konzeption des Museums für Hamburgische Geschichte gehen auf seine Initiative zurück, sowie die künstlerische Früherziehung. 1896 eröffnete er in der Kunsthalle eine Ausstellung mit dem Thema, wie Kinder denken und malen.
Wegweisend sind seine Übungen in der Betrachtung von Kunstwerken, bei denen er mit Schülern Kunstwerke in seinem Museum systematisch besprach. Die Erkenntnisse daraus verbreitete er in Vorträgen und mehreren Büchern. Er gilt damit als einer der Begründer der Museumspädagogik. Alfred Lichtwark blieb Direktor der Kunsthalle bis zu seinem Tod 1914. Er starb an den Folgen einer Magenkrebserkrankung. Auf der Trauerfeier im (Alten) Krematorium an der Alsterdorfer Straße hielt Max Liebermann die Trauerrede. Zwei Monate später gab es in der Musikhalle eine offizielle Gedächtnisfeier, auf der Bürgermeister Max Predöhl Lichtwark würdigte. Die Asche wurde auf dem „Althamburgischer Gedächtnisfriedhof“ genannten Teil des Friedhof Ohlsdorf in Hamburg beigesetzt (Grab 24). Der Grabstein wurde von Fritz Schumacher entworfen, der viele Jahre später direkt neben Lichtwark bestattet wurde. Der Nachfolger Lichtwarks an der Kunsthalle wurde Gustav Pauli.

## Lichtwark-Preis
Der Lichtwark-Preis, 1951 vom Senat der Freien und Hansestadt Hamburg anlässlich des 100. Geburtstages Alfred Lichtwarks gestiftet, wird alle fünf Jahre vergeben.

## Ehrungen
- Ritter der Ehrenlegion (1896)[7]

Nach Alfred Lichtwark benannt wurden:
- in Eppendorf die Lichtwarkstraße
- die heutige Heinrich-Hertz-Schule in Hamburg-Winterhude nutzt das Gebäude der Lichtwarkschule (1937 wurde sie mit dem Heinrich-Hertz-Realgymnasium zur Oberschule am Stadtpark für Jungen zusammengelegt)[8] Berühmtester Abiturient dieser Schule war der ehemalige Bundeskanzler Helmut Schmidt.
- das Lichtwark-Heft, ein Kultur-Magazin, das seit 1948 – anfangs monatlich, jetzt jährlich – im Verlag HB-Werbung, Hamburg-Bergedorf, erscheint, ISSN 1862-3549.
- ein Theater-Veranstalter in Bergedorf „LICHTWARK BERGEDORF THEATER Haus im Park“.
- in Bergedorf das Lichtwarkhaus mit Haus der Jugend[9] und Kita und Arbeiterwohlfahrt
- die Lichtwark-Gesellschaft, Hamburg,[10] sie gründete ein Heinz-Spielmann-Begabtenstipendium zur Förderung junger Künstler.
- eine Hafenfähre mit dem Namen Lichtwark.

## Werke
chronologisch
- Der Ornamentstich der deutschen Frührenaissance nach seinem sachlichen Inhalt. Weidmann, Berlin 1888 (ia903209.us.archive.org PDF).
- Herrmann Kauffmann und die Kunst in Hamburg von 1800–1850. Verlagsanstalt für Kunst und Wissenschaft, München 1893, S. 104 (resolver.sub.uni-hamburg.de).
- Die Bedeutung der Amateur-Photographie. Hrsg.: Hamburger Amateur-Photographenverein. Wilhelm Knapp, Halle (Saale) 1894, S. 72 (uni-hamburg.de – Rezension: Ludwig Schrank: Alfred Lichtwark: Die Bedeutung der Amateurphotographie. In: Photographische Correspondenz. 32. Band, 1895, S. 40 f., Textarchiv – Internet Archive).
- Die Wiederentdeckung der Medaille. Gerhard Küthmann, Dresden 1897, (resolver.sub.uni-hamburg.de, Auflistung der Schriften von Alfred Lichtwark direkt hinter der Titelseite).
- Hans Holbeins Bilder des Todes. Reproducirt nach den Probedrucken und der Lyonner Ausgabe von 1547 in der Kunsthalle zu Hamburg. Commeter, Hamburg 1897; urn:nbn:de:hbz:061:1-73305.
- Hamburg-Niedersachsen. Gerhard Küthmann, Dresden 1897 (goobipr2.uni-weimar.de).
- Das Bildnis in Hamburg.
  - Das Bildnis in Hamburg. Hrsg.: Der Kunstverein zu Hamburg. Band 1. Verlagsanstalt und Druckerei A.-G., Hamburg 1898, S. 195 (resolver.sub.uni-hamburg.de).
  - Das Bildnis in Hamburg. Hrsg.: Der Kunstverein zu Hamburg. Band 2. Verlagsanstalt und Druckerei A.-G., Hamburg 1898, S. 239 (resolver.sub.uni-hamburg.de).
- Hamburgische Kunst. nach einem Vortrage über die Frühjahrsausstellung von 1898. Hrsg.: Der Kunstverein zu Hamburg. Hamburg 1889, S. 88 (resolver.sub.uni-hamburg.de – Als Manuskript gedruckt).
- Die Seele als Kunstwerk. Böcklin-Studien. Bruno Cassirer, Berlin 1899 (goobipr2.uni-weimar.de).
- Julius Oldach. In: Hamburgische Künstler. Kunsthalle zu Hamburg, Hamburg 1899, S. 146 (goobipr2.uni-weimar.de).
- Meister Francke. In: Hamburgische Künstler. Kunsthalle zu Hamburg, Hamburg 1899, S. 194 (goobipr2.uni-weimar.de).
- Matthias Scheits als Schilderer des Hamburger Lebens. In: Hamburgische Künstler. Kunsthalle zu Hamburg, Hamburg 1899, S. 151 (resolver.sub.uni-hamburg.de).
- Übungen in der Betrachtung von Kunstwerken. [Als Manuskript gedruckt 1897 bei Lütcke&Wulff Hamburg] Kühtmann, Dresden 1900 (goobipr2.uni-weimar.de).
- Grundlagen der künstlerischen Bildung. Bruno Cassirer, Berlin 1902
  - 4. Band, Drei Programme, (goobipr2.uni-weimar.de).
  - 5. Band, Aus der Praxis, (goobipr2.uni-weimar.de).
  - 13. Band Vom Arbeitsfeld des Dilettantismus, (goobipr2.uni-weimar.de).
  - Makartbouquet und Blumenstrauß. Bruno Cassirer, Berlin 1905, (archive.org).
- Park- und Gartenstudien. Die Probleme des Hamburger Stadtparks, der Heidegarten. Bruno Cassirer, Berlin 1909; urn:nbn:de:hbz:061:1-27752.

Aufsätze zur Photographie
- Der Amateur-Photograph und die Natur. In: Photographische Rundschau, 7. Jahrgang, 1893, S. 378 ff., S. 424 ff., (Textarchiv – Internet Archive), (Auszug aus: Hamburger Amateur-Photographenverein (Hrsg.): Die Bedeutung der Amateur-Photographie. Wilhelm Knapp, Halle (Saale) 1894).
- Der Amateur-Photograph und die Natur. Zweiter Vortrag des Directors Prof. Dr. Lichtwark in der Kunsthalle am Sonntag, den 15. Oktober. In: Hamburgischer Correspondent. 22. Oktober 1893, Morgen-Ausgabe, S. 17–18, (Digitalisat)
- Nationale Kunst. In: Wiener Photographische Blätter. 1896, S. 222–229, (Artikel in: Wiener Photographische Blätter, Jahrgang 1896, S. 222 (online bei ANNO).).
- Die Hamburger Ausstellung. In: Photographische Rundschau, 10. Jahrgang, 1896, S. 13–17, S. 51–54, (Textarchiv – Internet Archive).
- Die Hamburger Ausstellung. In: Wiener Photographische Blätter. 1897, S. 237–242, (Artikel in: Wiener Photographische Blätter, Jahrgang 1897, S. 237 (online bei ANNO).).
- Die Amateurphotographie in Hamburg. In: Die Kunst in der Photographie. Zweiter Jahrgang, 1898, S. 9–16, (tudigit.ulb.tu-darmstadt.de).
- Incunabeln der Bildnisphotographie. In: Photographische Rundschau. 14. Jahrgang, 1900, S. 25 ff., (Textarchiv – Internet Archive).